# Cunninghamstrecker

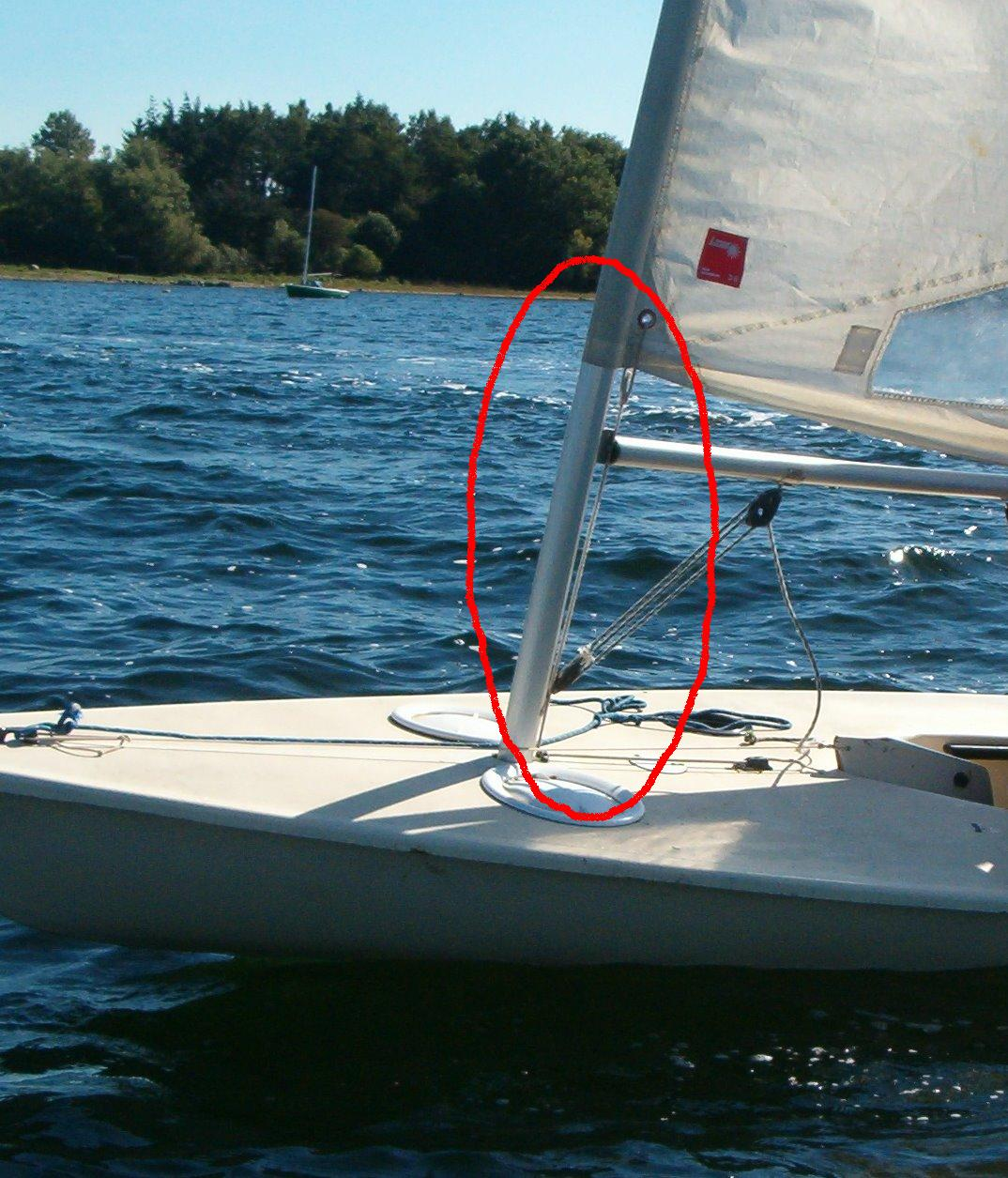
Bereich (rot markiert) des Cunninghamstreckers auf der Segeljolle ILCA 4, 6 und 7

Der Cunninghamstrecker (auch Vorliekstrecker, Cunningham-Hole oder Cunningham-Kausch), kurz Cunningham, ist eine Trimmeinrichtung bei Segelbooten. Er dient zum Spannen, beziehungsweise zum Lockern des Großsegels unmittelbar nach dem Vorliek. Das Spannen hat ein flaches Segelprofil und eine Verlagerung des Segelbauches nach vorne zur Folge; das Nachlassen bewirkt das Gegenteil – bauchiges Segelprofil, Verlagerung des Segelbauches nach hinten. Der Cunninghamstrecker soll zum optimalen Segeltrimm und somit zu einer hohen Geschwindigkeit beitragen.

## Anwendung
Faustregel für die Verwendung des Cunninghamstreckers ist: Bei stärkerem Wind, beziehungsweise bei Am Wind-Kursen (der Wind kommt von schräg vorne), sollte man den Cunninghamstrecker durchsetzen (anziehen); bei leichtem Wind, beziehungsweise bei Halb Wind-Kursen (der Wind kommt von der Seite), Raumschot-Kursen (der Wind kommt von schräg hinten) oder Vor Wind-Kursen (der Wind kommt direkt von hinten), sollte der Cunninghamstrecker gefiert (nachgelassen) werden. Andererseits wird der praktische Nutzen des Cunninghamstreckers auch in Frage gestellt, da die Wirkung der auftretenden Windkräfte die zusätzliche Spannung durch den Cunninghamstrecker weit überwiegt und letztlich auch der Mast selbst entsprechend gebogen wird. Beide Effekte haben einen größeren Einfluss auf das Vorliek als der Cunninghamstrecker.
Benannt ist der Cunninghamstrecker nach seinem Erfinder, dem US-Amerikaner Briggs Swift Cunningham II, einem America’s-Cup-Regattasegler und Rennfahrer. Auf manchen Jollen und Yachten übernimmt ein vertikal verschiebbarer Lümmelbeschlag die Funktion des Cunninghamstreckers.

## Funktionsweise und Aufbau

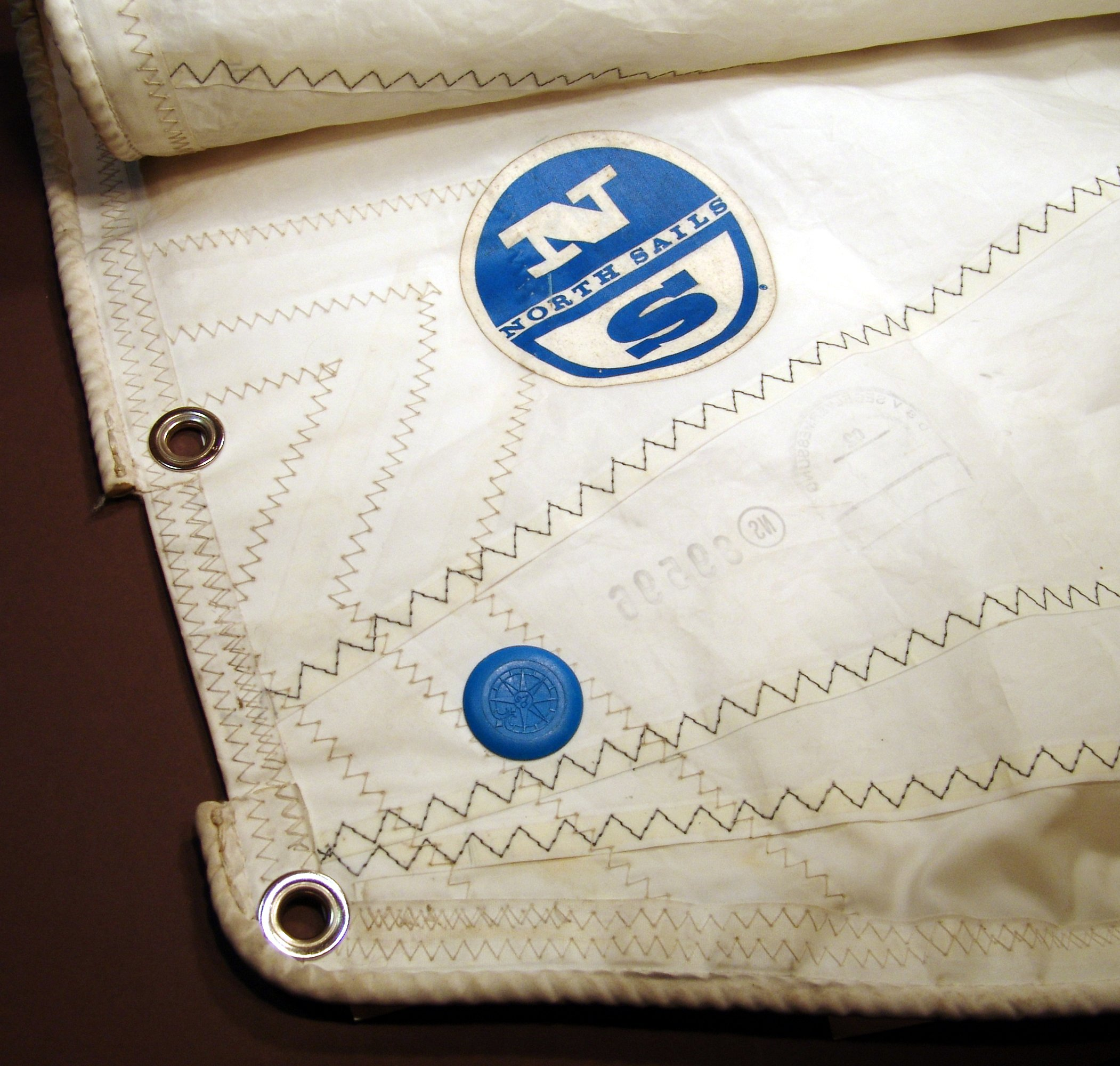
Segelhals eines Großsegels mit Kausch für Baumbeschlag (unten) und Kausch für Cunninghamstrecker (oben).

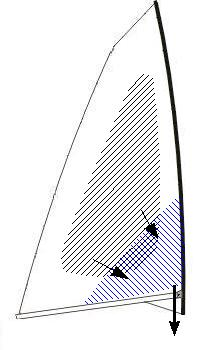
Trimmeffekt des Cunninghamstreckers. Die strichlierten Flächen auf dem Segel deuten die Wölbung des Segels an, die Verlagerung des Segelbauches zum Segelhals (nach vorne unten), beim Durchsetzen des Cunninghamstreckers, ist deutlich zu erkennen.

Der Cunninghamstrecker kann bei verschiedenen Bootstypen unterschiedlich aufgebaut sein. Allgemein nötig ist eine Kausch (eine mit einem Metallring verstärkte kreisförmige Öffnung) im Segeltuch, die knapp am Vorliek und oberhalb des Segelhals angebracht ist, und eine Leine, durch deren Anholen beziehungsweise Fieren der erwünschte Trimm bewirkt wird. Durch die Kausch läuft die Leine des Cunninghamstreckers. Manche Cunninghamstrecker sind als Talje aufgebaut (diese Bauweise dient zur Kraftersparnis); bei ihnen wird der Cunninghamstrecker mit einem Hundsfott in der Kausch befestigt. Die lose Part der Leine (es können auch zwei Tampen sein) des Cunninghamstreckers wird meist in einer Curryklemme belegt.
Der Cunninghamstrecker hat eine ähnliche Trimmfunktion wie das Großfall, jedoch ist er einfacher bedienbar und beträchtlich kraftsparender, da er nicht gegen den Zug der Großschot und des Baumniederholers wirkt.

## Bewirkter Trimm
Mithilfe des Cunninghamstreckers kann man das Segeltuch unmittelbar hinter dem Vorliek straffen oder lockern; dies hat einen Trimm des Großsegels zur Folge. Getrimmt wird nach zwei Kriterien: zum einen nach der Windstärke, zum anderen nach dem gesegelten Kurs.
Bei starkem Wind wird man beispielsweise den Cunninghamstrecker stark durchsetzen – bei leichtem Wind sollte er hingegen gefiert werden. Ansonsten wird nach dem Kurs getrimmt: bei Wind aus vorlicher Richtung, also bei allen Am-Wind-Kursen, wird der Cunninghamstrecker normalerweise stark durchgesetzt; bei Wind aus raumer oder achterlicher Richtung, also Vor-Wind-Kursen, wird der Cunninghamstrecker normalerweise gefiert, ebenfalls gefiert wird der Cunninghamstrecker am Halb-Wind-Kurs.
Das Durchsetzen des Cunninghamstreckers hat eine Verlagerung des Segelbauches in Richtung Segelhals, also nach vorn unten, und ein flaches Segelprofil zur Folge. Normalerweise wird so lange durchgesetzt, bis die möglichen Querfalten des Segels verschwunden sind. Mit einem flachen Segelprofil lässt sich ein hoher Kurs zum Wind segeln. Das Durchsetzen des Cunninghamstreckers zeigt auch einen seiner Vorteile gegenüber dem Trimmen mit dem Großfall, denn während bei der Verwendung des Cunninghamstreckers das Achterliek offen (gebogen, beziehungsweise gewölbt) bleibt (bei manchen Booten öffnet es sich sogar weiter),  wird bei Verwendung des Großfalls das gesamte Segel beeinflusst, sprich das Achterliek schließt sich (es hat keine Krümmung beziehungsweise Wölbung mehr).
Das Fieren des Cunninghamstreckers hat eine Verlagerung des Segelbauches in Richtung Segelmitte und dadurch ein bauchigeres Segelprofil zur Folge. Außerdem wird der Segelbauch größer.